# Pataxó

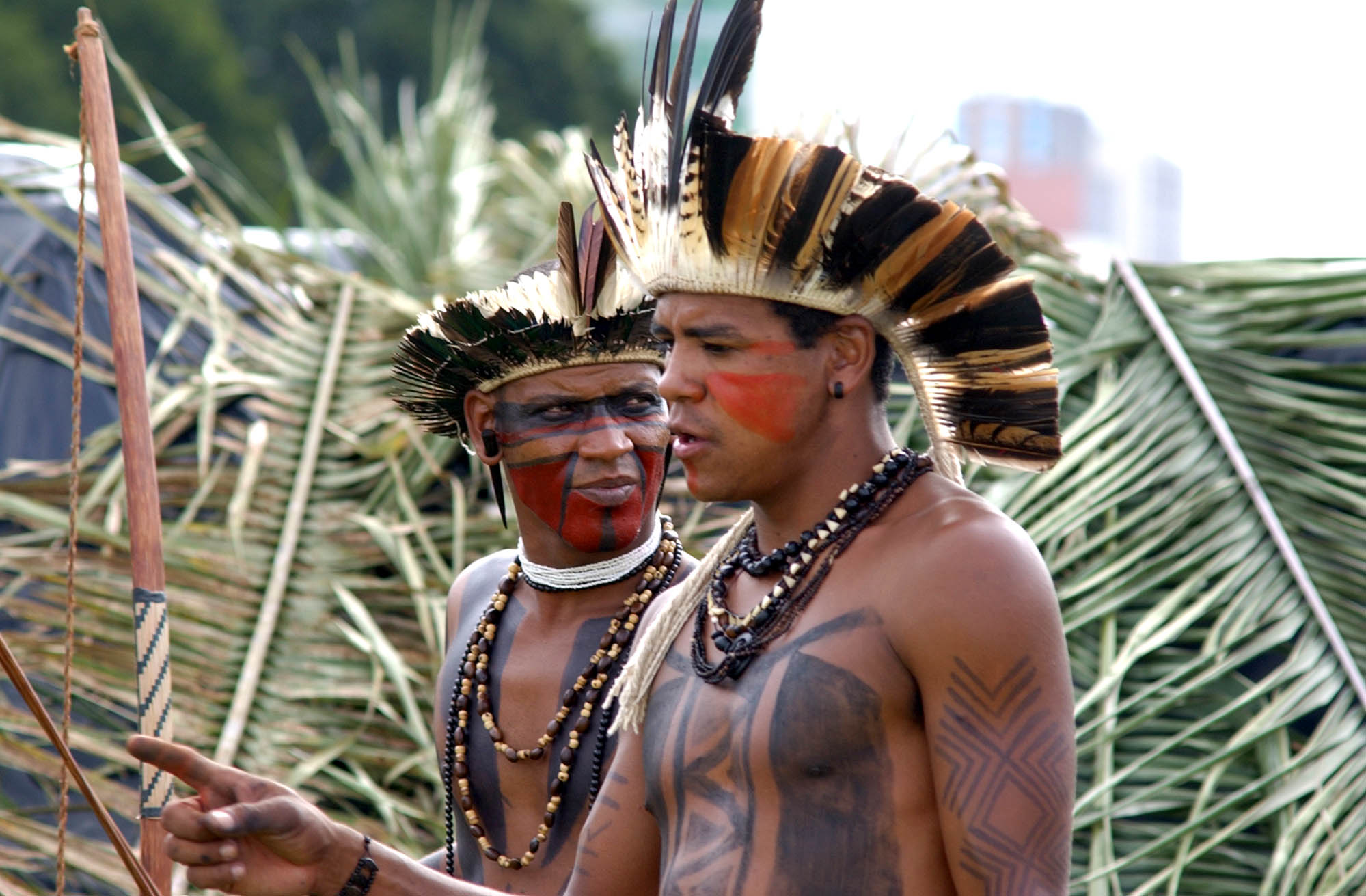
Indiens Pataxó

Les Pataxó sont une ethnie amérindienne brésilienne de l'État de Bahia.

## Langue
Bien qu'ils s'expriment en portugais, certains groupes conservent leur langue d'origine, le maxacali (patxôhã), langue de la famille maxakali, de l'ensemble macro-jê.

## Territoire
En 2010, les Pataxó comptaient 11 833 personnes, selon les données de la Fondation nationale de la santé. Ils vivent pour la plupart sur la terre indigène de Barra Velha do Monte Pascoal, au sud de la municipalité de Porto Seguro, à moins d'un kilomètre de la côte, entre les embouchures des rivières Caraíva et Corumbau. Le territoire situé entre ces deux rivières au nord et au sud, la mer à l'est et le mont Pascoal à l'ouest est reconnu par les Pataxó comme leur terre traditionnelle. Elle couvre une superficie de 20 000 hectares.
Ils sont également présents dans 6 autres noyaux de peuplement :
- la terre indigène d'Imbiriba, près de l'embouchure du Rio dos Frades, à vingt kilomètres au nord de Barra Velha. C'est leur plus ancien territoire ;
- la terre indigène de Coroa Vermelha, occupée plus récemment, stimulée par le flux touristique, où se développent des activités artisanales. Ce dernier établissement se trouve en bordure de la route reliant Porto Seguro à Santa Cruz Cabrália ;
- la terre indigène d'Aldeia Velha, dans la municipalité de Porto Seguro, au nord du district d'Arraial d'Ajuda ;
- la terre indigène Mata Medonha, au nord de la municipalité de Santa Cruz Cabrália ;
- la terre indigène Comexatiba, également connue sous le nom de Cahy/Pequi, dans la municipalité de Prado, immédiatement au sud de la terre indigène Barra Velha do Monte Pascoal ;
- la terre indigène Barra Velha, située dans la ville de Caraíva, au sud de Paraíba.

## Menaces
Les Pataxó sont en conflit de longue date avec des colons qui occupent une grande partie des terres qui leur avaient été attribuées par la loi de 1926 créant cette terre indigène. Ces propriétaires terriens se défendent en expliquant que leurs titres de propriété leur ont été régulièrement accordés par les anciens gouverneurs de Bahia, Roberto Santos et António Carlos Magalhães.
En 1997, Jesus dos Santos Galdino, chef du peuple pataxó hã hã hãe et militant de cette cause, dort à un arrêt de bus à Brasília quand des délinquants mettent le feu à son corps, expliquant... l'avoir pris pour un mendiant.
En octobre 2019, 70 leaders de 26 villages des communautés indigènes pataxó et tupinamba de Bahia se rassemblent devant le ministère de la Justice, la Cour suprême fédérale et la Fondation nationale indigène pour exiger l'officialisation du processus de démarcation de leurs terres natales. Ils  s'opposent ainsi à la proposition dite "ruraliste" du président Jair Bolsonaro ouvrant la voie au démantèlement des terres indigènes.